# Lug (maniglia)

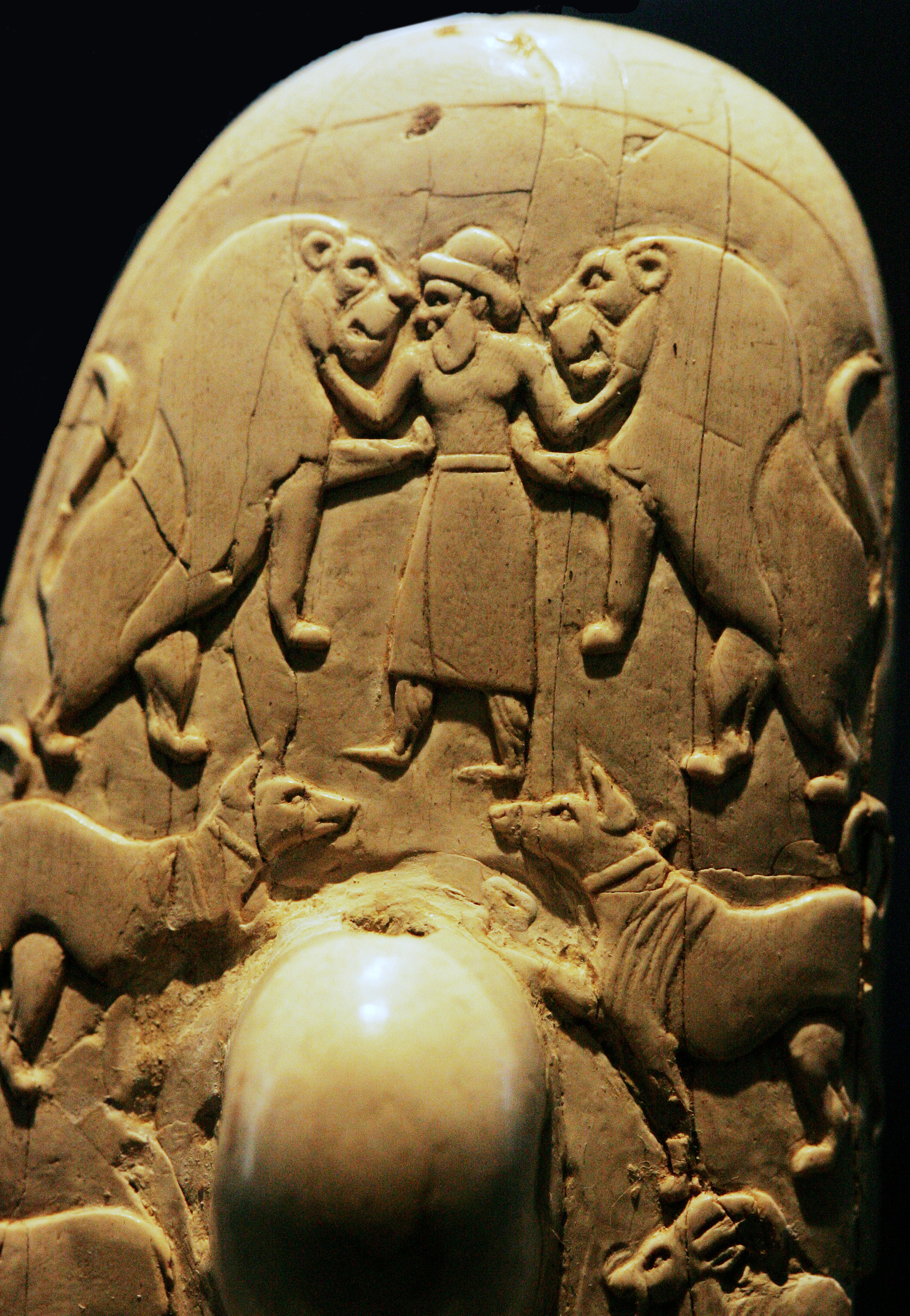
Un singolo lug, con buco verticale, del coltello di Gebel el-Arak.

Il lug è una protuberanza solitamente abbellita, un pomello, o sporgenza sul lato di un recipiente: vaso, brocca, bicchiere, ecc. Si trovano talvolta sulle ceramiche preistoriche, vasi di pietra, o recipienti provenienti dall'Antico Egitto, vasellame di Hembury, claw beaker (specie di vasi utilizzati per bere), e lance da cinghiale.
Un lug può avere un buco per appendere il recipiente, oppure essere formato soltanto da una sporgenza, senza buco. Nell'antico Egitto i lug contenevano un foro per appenderli; i recipienti comunemente erano dotati di 2 o 3 lug.
Nel periodo romano i lug erano posti su alcuni tipi di blocchi che componevano le colonne per agevolarne la costruzione. Dopo che i blocchi, facendo passare una fune nei lug, erano stati sollevati e messi in posizione permanente con una gru, i lug ormai inutili venivano scalpellati via.

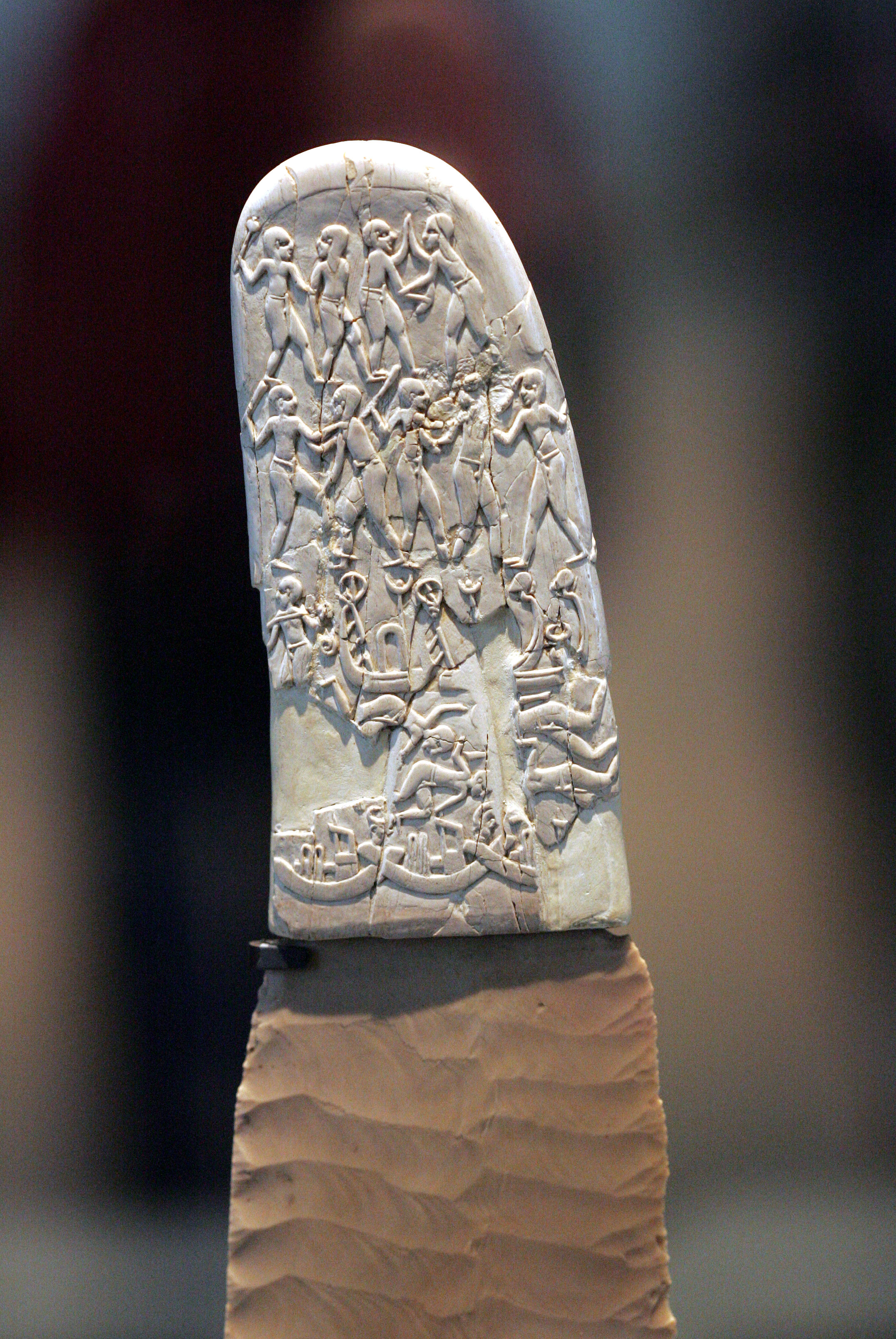
Lato frontale del coltello di Gebel el-Arak
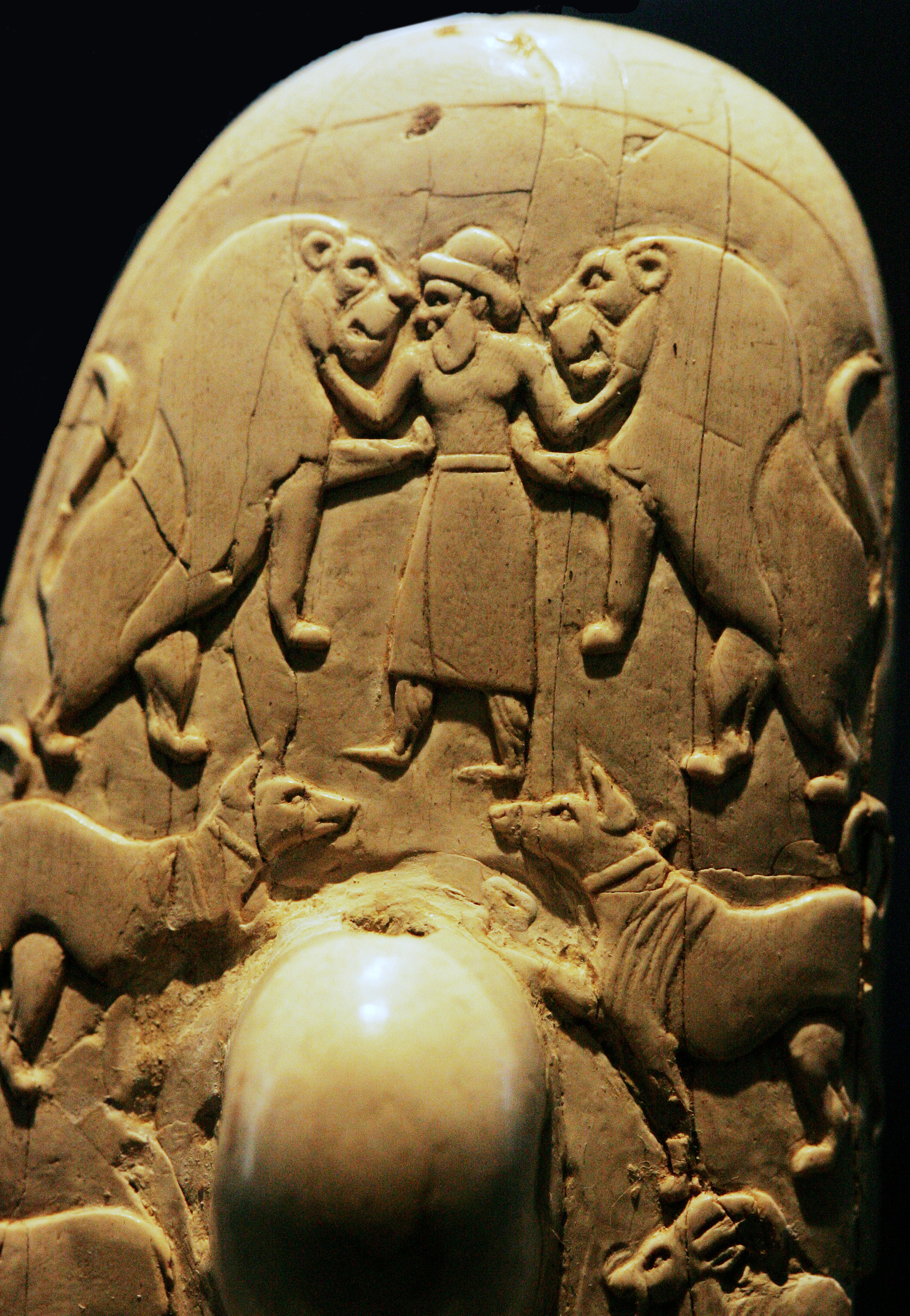
Lato con il lug del coltello di Gebel el-Arak
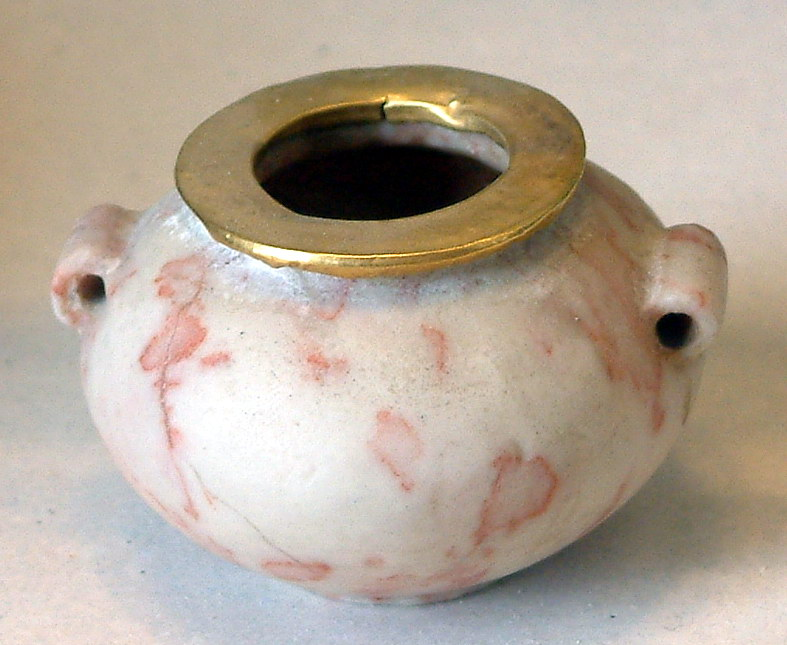
Vaso con lug dell'Antico Egitto e vaso di pietra forato (III millennio a.C.)
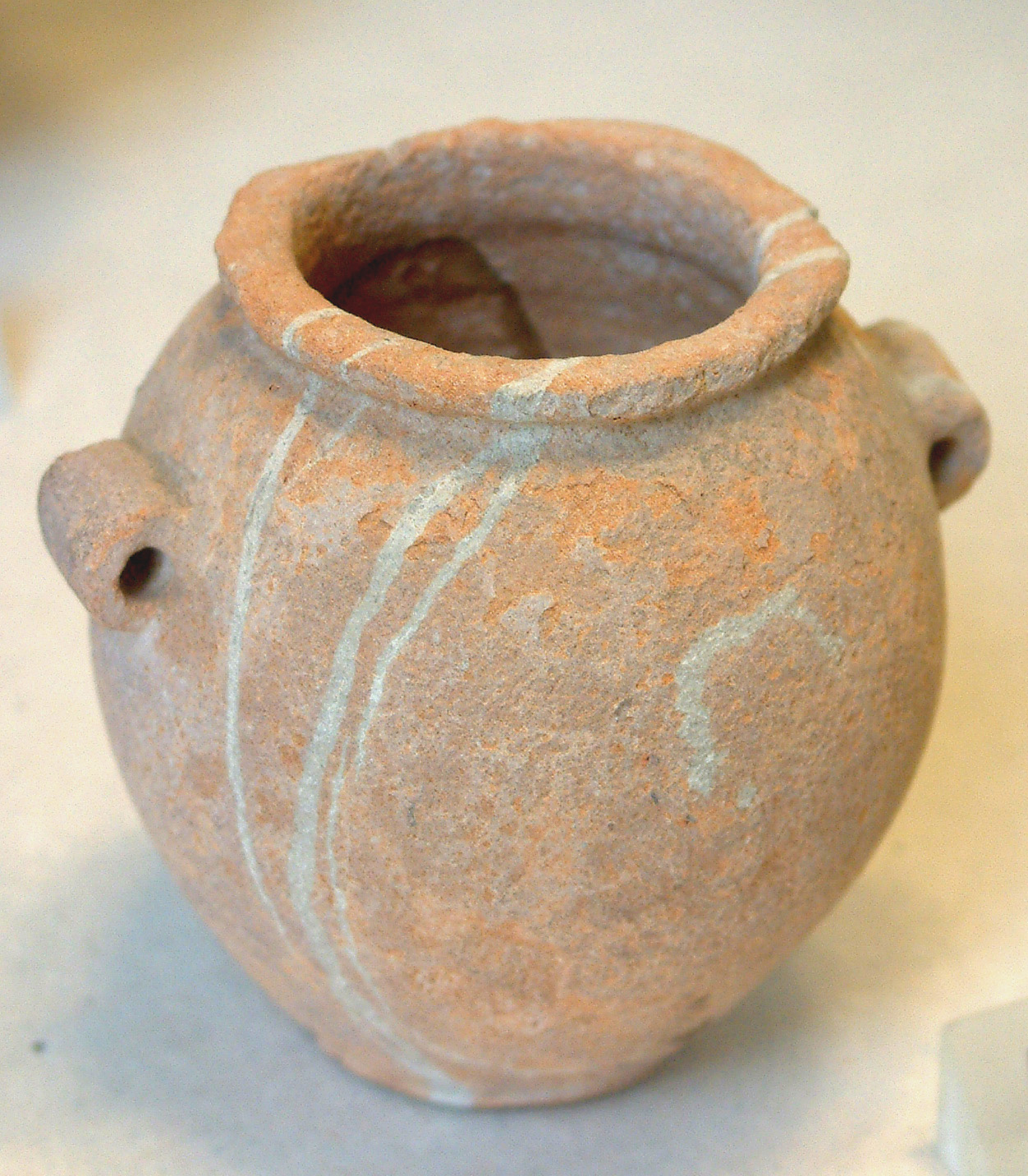
Porcellana con lug dell'Antico Egitto (prime dinastie)